# 마츠시마 우타코

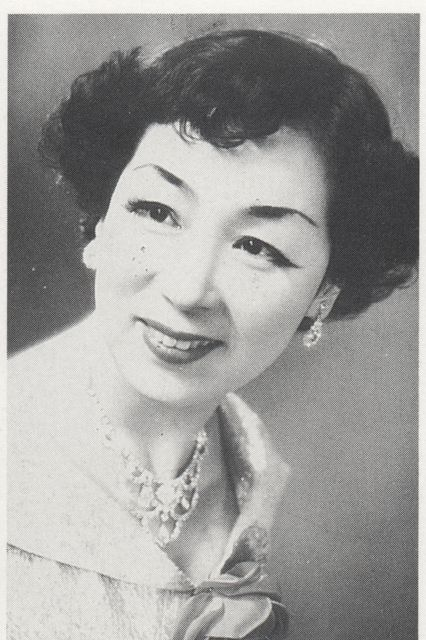
1930년대의 모습

마츠시마 우타코(일본어: 松島詩子, 1905년 5월 12일 ~ 1996년 11월 19일)는 일본의 가수이다. 본명은 우츠미 시마(内海シマ)이다.
1905년 야마구치현 구가군 히즈미(日積. 현재 야나이시의 일부로 합병)에서 태어났다. 1923년 야마구치현의 야나이 고등 여학교(현재의 야나이 고등학교)를 졸업한 뒤, 1929년 같은 현에 소재한 히즈미 소학교의 교사가 되었다. 1931년 문부성 중등 교원 검정시험(음악과)에 합격하였고, 그 해 음악 공부를 더 깊이 하기 위하여 상경하였다. 도쿄에서 작곡가 사사키 스구루(佐々木すぐる)를 만나고, 가수가 되는 것을 권유받아 류코카 가수가 되는 것을 결심한다.
정식적인 데뷔는 1932년 컬럼비아에서 발매된 〈럭키 세븐의 노래〉이며, 데뷔할 때의 예명을 야나이 하루미(柳井はるみ)라고 했다. 예명을 자주 바꿨고 그 수는 약 20가지에 이른다. '마츠시마 우타코'란 예명은 데뷔 직후에 만난 적이 있던 작곡가 야마다 고사쿠(山田耕筰)가 지은 것이다. 1935년 소속 레코드를 킹레코드로 옮긴 뒤부터 '마츠시마 우타코'를 평생에 걸쳐 사용하게 된다. 1940년 가수 우츠미 이치로와 결혼하여 입적하였고, 좋은 부부 관계를 유지했다.
류코카 뿐만 아니라 성악, 가극, 샹송, 칸초네 등 여러 가지 장르의 곡을 소화하기도 했다.
1951년부터 방송된 《NHK 홍백가합전》의 제1회 방송분의 출연자이기도 하며, 제2회를 제외하고 11회까지 모두 10번을 출연하였다. 사실 2회도 출연이 결정되었으나 방송 전에 교통사고를 당해, 대신 고시지 후부키가 출연하였다. 프로그램 생방송 중에 마츠시마의 상태가 어떤지 연락이 오가는 해프닝도 있었다.
1978년 훈4등 서보장에 수훈되었으며, 1991년 야나이시의 명예 시민으로 선정되었다. 1996년 심부전으로 사망하였다. 사후에 가족들이 그녀의 물건 1천여점을 야나이시에 기증하여, 야나이시 거리 기념관(柳井市町並み資料館, 이전에는 스오 은행 본점이었다.) 2층이 "마츠시마 우타코 기념관"으로 꾸며졌다.